# Throscodectes
Throscodectes är ett släkte av insekter. Throscodectes ingår i familjen vårtbitare.
Kladogram enligt Catalogue of Life:
| Throscodectes | \| \| Throscodectes xederoides \| \| \| \| \| \| Throscodectes xiphos \| \| \| \| |
|               | \| \| Throscodectes xederoides \| \| \| \| \| \| Throscodectes xiphos \| \| \| \| |
|               | Throscodectes xederoides                                                          |
|               |                                                                                   |
|               | Throscodectes xiphos                                                              |
|               |                                                                                   |